# François Pinault

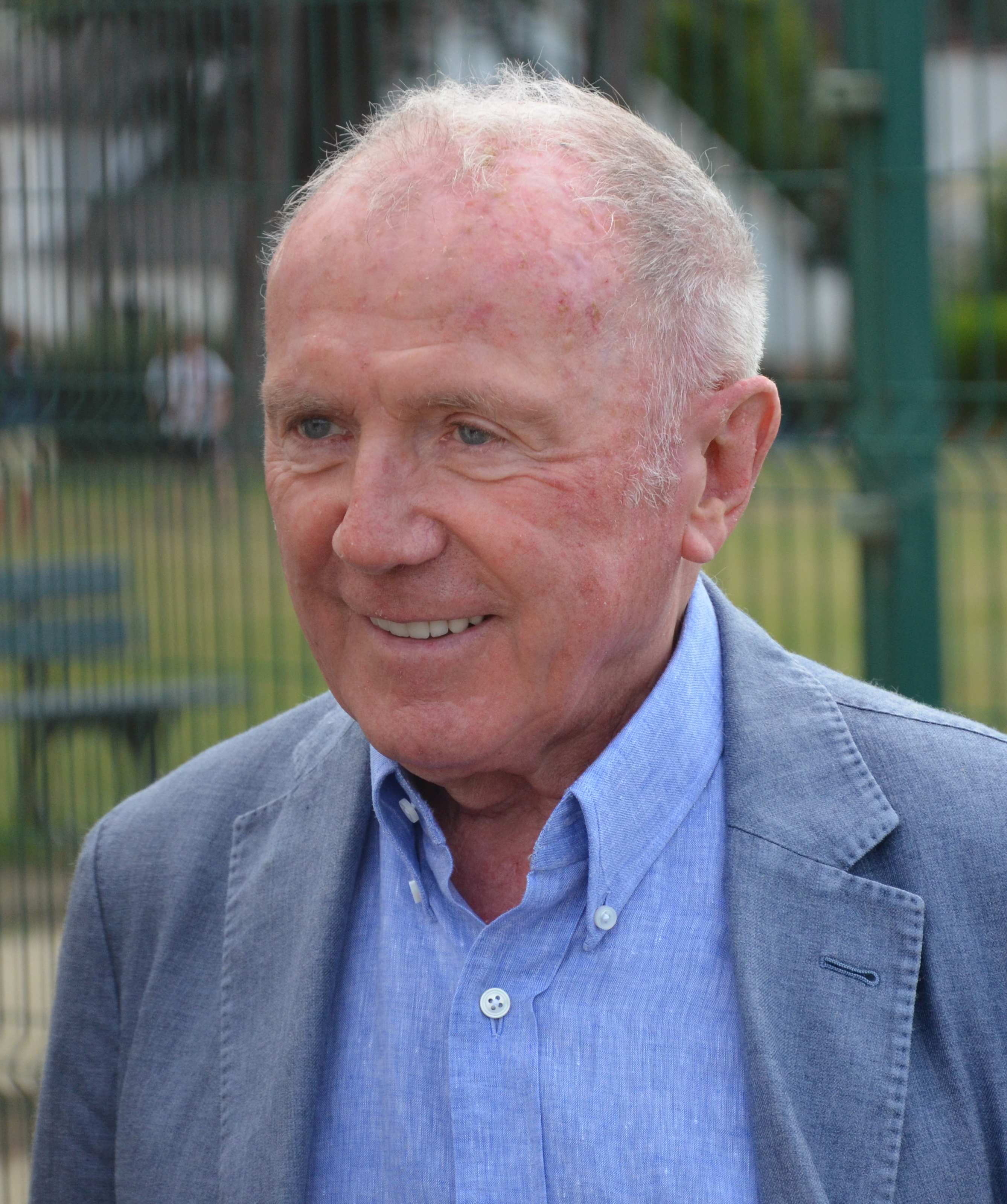
François Pinault (2015)

François Pinault (* 21. August 1936 in Les Champs-Géraux, Département Côtes-du-Nord) ist ein französischer Unternehmer und Kunstsammler. Das Kunstmagazin ArtReview wählte ihn im Jahr 2007 auf den ersten Platz der Liste der hundert einflussreichsten Persönlichkeiten der zeitgenössischen Kunst. Auf der aktuellen Liste für das Jahr 2024 hingegen ist Pinault nicht unter den Top 100 zu finden.

## Leben
François Pinault wurde am 21. August 1936 in Champs-Géraux geboren, einer ländlichen Gemeinde südöstlich von Dinan im Département Côtes-d’Armor an der Grenze zu Ille-et-Vilaine. Sein Vater war Holzhändler und stammte aus bäuerlichen Verhältnissen. Die Familie sprach zu Hause Gallo.
1947 wurde er Internatsschüler am Lycée Saint-Martin in Rennes. Mit sechzehn Jahren verließ er die Schule, um im Sägewerk seines Vaters zu arbeiten. Er besuchte das Lycée des métiers du bois in Luchon. Danach verließ er das Sägewerk, um von 1956 bis 1958 mit den französischen Truppen in Algerien zu kämpfen. Nach seiner Rückkehr aus Algerien kehrte er in den Familienbetrieb zurück. Als sein Vater 1959 starb, verkaufte er den Familienbetrieb und wurde Betriebsleiter des Holzunternehmens Gautier Frères in Rennes.
1960 heiratete François Pinault Louisette Gautier, mit der er drei Kinder hat: François-Henri, der später die Leitung der von seinem Vater gegründeten Gruppe übernahm, Dominique, Rechtsanwalt, und Laurence.
Seine 1962 ursprünglich als Etablissements Pinault gegründete Firmengruppe Kering (unter diesem Namen seit 2013: davor ab 1994 Pinault-Printemps-Redoute; 2005 zu PPR verkürzt), die ihre Wurzeln im Holz- und Möbelhandel hat und seit 2005 von François Pinaults Sohn François-Henri geführt wird, ist seit den 1990er Jahren vor allem im Luxusgüter- und Mode-Handel engagiert. Zu dieser Gruppe gehören seit Ende der 1990er Jahre unter anderem die Modemarken Gucci, Yves Saint Laurent und Bottega Veneta sowie zwischenzeitlich der Sportartikel-Hersteller Puma. Ehemalige Tochterunternehmen waren bis 2006 die Kaufhaus-Kette Printemps, bis 2011 die Möbelgruppe Conforama, bis 2013 die Redcats-Gruppe mit den Kaufhäusern La Redoute sowie bis 2013 die Buchhandels- und Elektromarktkette Fnac.
1992 gründete Pinault die Holdinggesellschaft Artémis, zu welcher zum Stand 2014 neben 40,9 % der Anteile (55,52 % der Stimmrechte) an Kering auch zu 100 % das Auktionshaus Christie’s (seit 1998), zu 94,19 % das Weingut Château Latour in Pauillac bei Bordeaux (seit 1993), zu 100 % die Zeitschrift Le Point (seit 1997) und weitere Publikationen, der US-amerikanische Versicherer Northern Capital Life & Health und der britische Versicherer Tawa PLC (seit 2002), zu 100 % der Fußballverein Stade Rennes, zu 100 % das Pariser Theater Théâtre Marigny (seit 2000) sowie zu 80 % der Palazzo Grassi in Venedig (seit 2006) und andere Investitionen gehören. Von 1992 bis 2002 gehörte auch eine Beteiligung an Samsonite zu Artémis. Artémis wurde von 2003 bis 2005 von François-Henri Pinault in der Nachfolge seines Vaters geleitet; seither fungiert Patricia Barbizet als CEO. Der Konzernumsatz der Artémis-Gruppe belief sich im Geschäftsjahr 2010 auf ca. 15,584 Milliarden Euro.
Pinault konkurriert mit dem Chef der anderen französischen Luxusgüter-Gruppe LVMH, Bernard Arnault.
Arnault hat mit der Fondation Louis Vuitton 2014 ein großes Museum in Paris eröffnet; Pinault eröffnete 2021 sein Haus in der Handelsbörse. Man spricht von einer neuen Kunstmeile zwischen Louvre, Pinault Collection und Centre Pompidou.
Nach dem Brand von Notre-Dame in Paris 2019 kündigten Pinault und sein Sohn François-Henri an, dass die Familien-Holding 100 Millionen Euro für den Wiederaufbau der Kathedrale bereitstellen werde.

## Kunstsammler

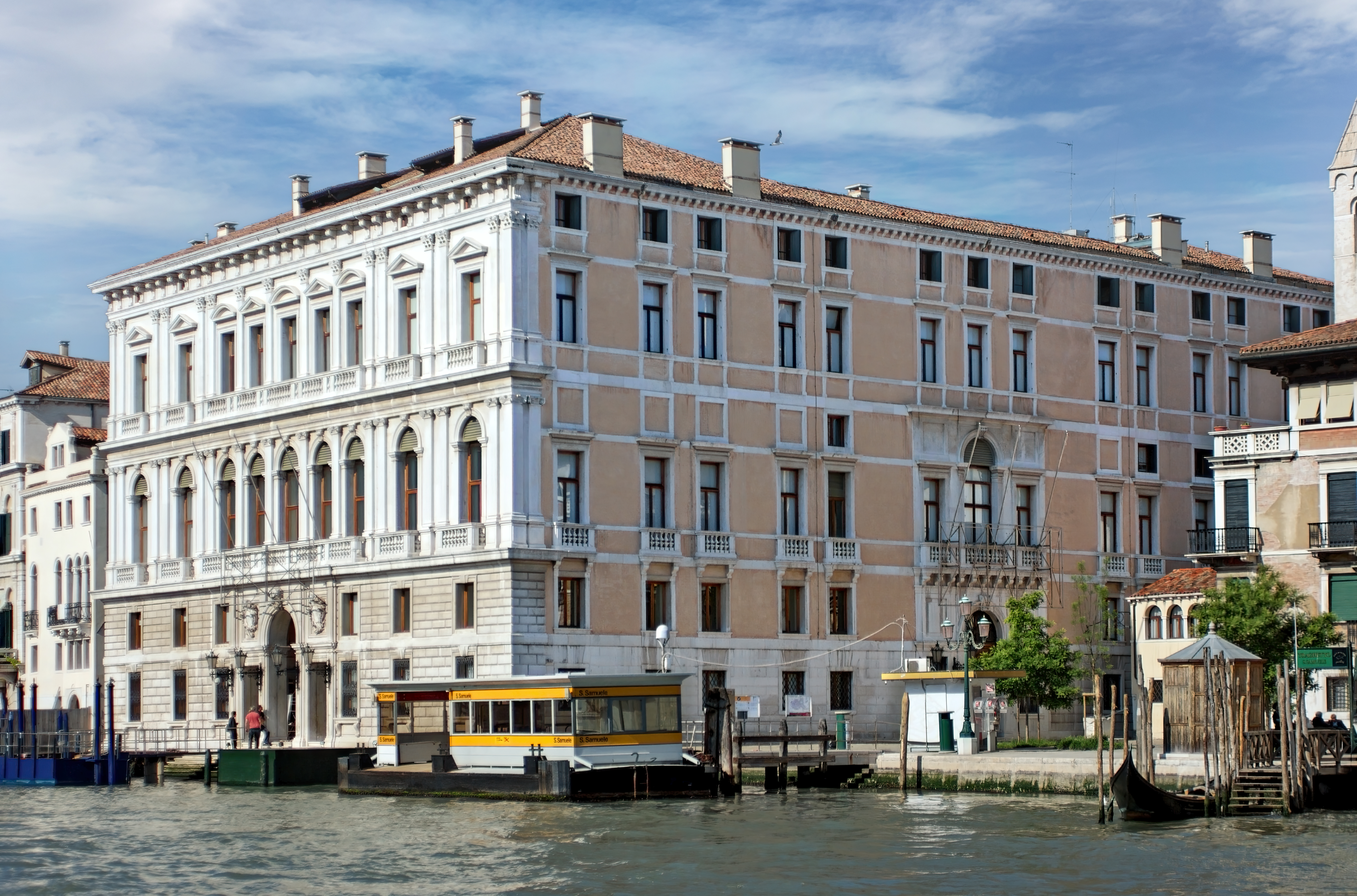
Palazzo Grassi an Venedigs Canal Grande

Pinault besitzt eine der größten Sammlungen moderner und zeitgenössischer Kunst und vereint mehr als 10.000 Werke von fast 350 Künstlern aus aller Welt, mit Werken unter anderem von Andy Warhol, Mark Rothko, Jeff Koons, Damien Hirst, Martin Kippenberger und Thomas Schütte.

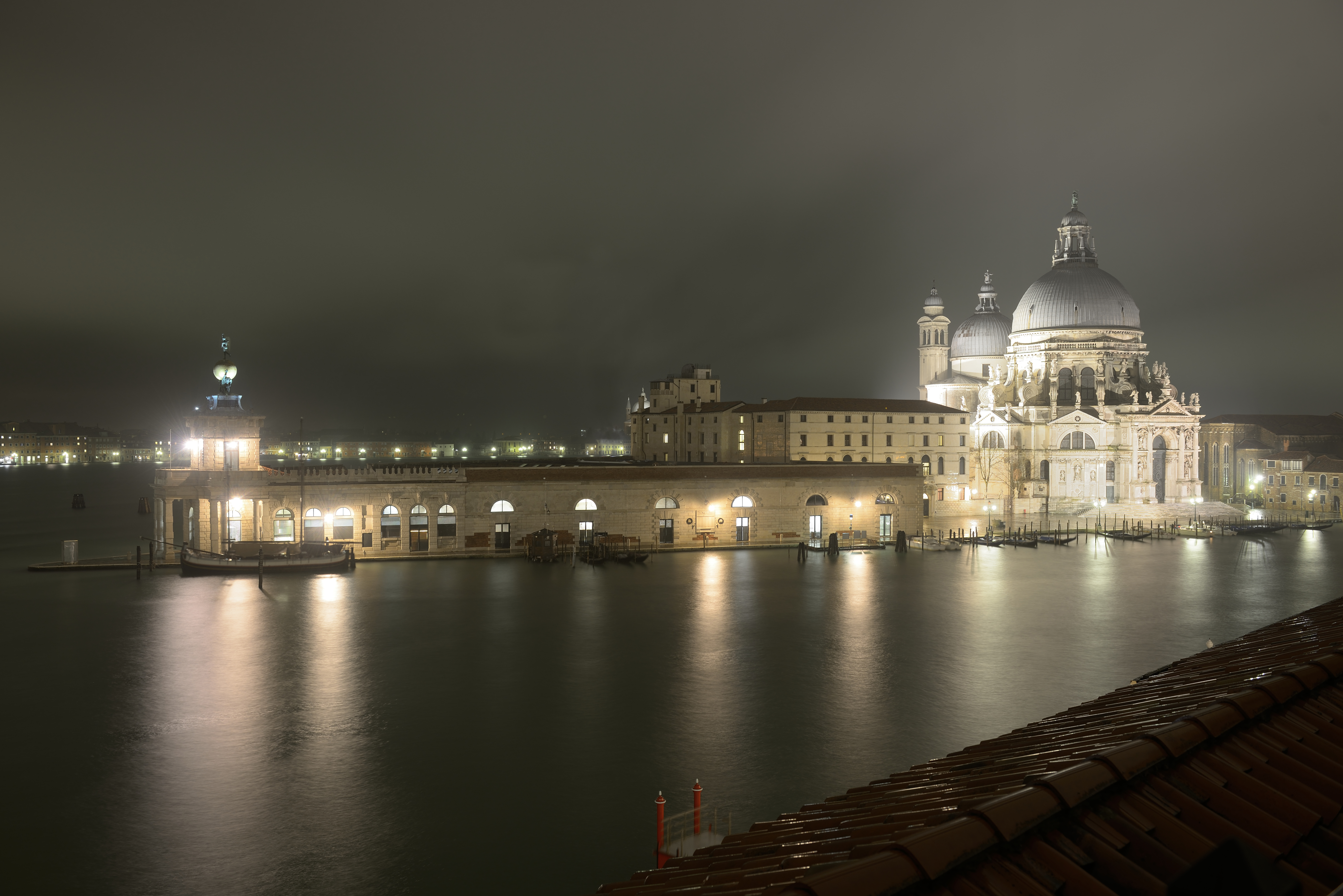
Nachtansicht der Dogana da mar (Punta della Dogana mit der Pinault-Stiftung) und der Basilika Santa Maria della Salute in Venedig

In den 1970er Jahren erwarb François Pinault sein erstes Gemälde, Cour de ferme von Paul Sérusier. Danach erwarb er zahlreiche Gemälde von Malern des frühen 20. Jahrhunderts, aber Ende der 1980er Jahre entdeckte er seine Vorliebe für moderne und zeitgenössische Kunst. 1990 erwarb er das Gemälde Losangique II von Piet Mondrian für 8,8 Millionen US-Dollar. In den 1990er Jahren baute er eine umfangreiche Privatsammlung zeitgenössischer Kunst auf. Ende der 1990er Jahre besaß er die größte französische Sammlung der amerikanischen Nachkriegszeit und sammelte auch monumentale Werke wie eine 190 Tonnen schwere Installation von Richard Serra und den 250 Tonnen schweren Split Rocker von Jeff Koons.
Pinault unterhält enge Beziehungen zur Kunstwelt und gilt und galt als enger Vertrauter der Künstler Jeff Koons, Cy Twombly, Richard Serra, Damien Hirst und Cindy Sherman. Der italienische Künstler Maurizio Cattelan soll bereits seinen Grabstein entworfen haben.

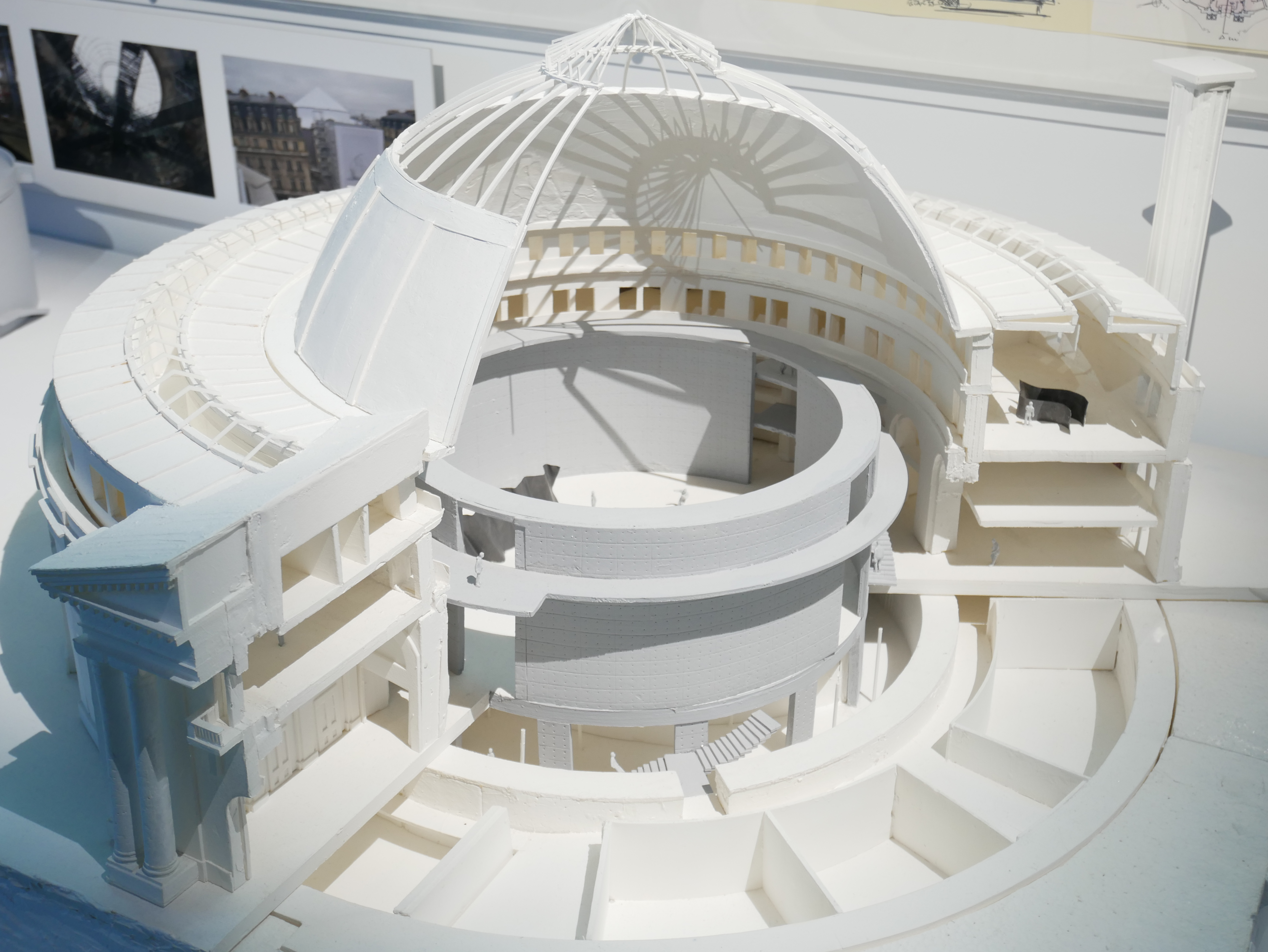
Bourse de Commerce – Modell mit den Einbauten von Tadao Andō

Von dem Plan, auf dem ehemaligen Fabrikgelände der Firma Renault in Boulogne-Billancourt bei Paris ein Museum für diese Sammlung zu bauen, nahm Pinault 2005 aufgrund extrem langwieriger Verhandlungen und hoher Auflagen seitens der französischen Behörden schließlich wieder Abstand. Den 2005 erworbenen Palazzo Grassi ließ Pinault von dem japanischen Architekten Tadao Andō zum Museum umbauen. Die Eröffnung fand am 30. April 2006 statt. Weitere Werke aus Pinaults Sammlung werden seit dem 6. Juni 2009 in der Punta della Dogana, dem ehemaligen Sitz der venezianischen Zollbehörde, gezeigt. Das dritte Element des kulturellen Netzwerks der Sammlung Pinault in Venedig ist das Teatrino di Palazzo Grassi. 2011 beschloss François Pinault, das seit Jahren verfallende Areal neben dem Palazzo Grassi neu zu gestalten. Er beauftragte erneut Tadao Ando mit der Neugestaltung des Platzes. Das Teatrino di Palazzo Grassi, wurde restauriert, ohne sein äußeres Erscheinungsbild zu verändern. Ein Unterschied zeigt sich jedoch sofort im Inneren des Gebäudes, wo sich das Foyer und der Zuschauerraum durch elegante, leicht geneigte Wände in mattem Grau und große dreieckige Öffnungen auszeichnen. 2016/17 waren zum ersten Mal Teile seiner Sammlung in einer Ausstellung im Essener Museum Folkwang zu sehen: Dancing with myself. Selbstporträt und Selbsterfindung. Werke aus der Sammlung Pinault.
Für einen Teil seiner Sammlung ließ François Pinault ab 2016 das ehemalige Gebäude der Pariser Börse, die Bourse de commerce, nach Plänen von Tadao Andō zu einem Museum umbauen, das im Mai 2021 eröffnet wurde. Zusammen mit dem Palazzo Grassi und der Punta della Dogana in Venedig ist es Teil eines internationalen Projekts. Die Bourse de commerce | Pinault Collection ist offen für alle künstlerischen Ausdrucksformen – Malerei, Bildhauerei, Fotografie, Installation, Video, Klangkunst, Performance – für Werke, die bereits Teil der zeitgenössischen Kunstgeschichte sind, wie auch für Nachwuchskünstler. Es werden Gruppen- und thematische Ausstellungen, Einzelausstellungen, aber auch Konferenzen und Konzerte organisiert.

## Vermögen
Francois Pinault ist Multi-Milliardär. Gemäß der Forbes-Liste 2023 betrug sein Vermögen etwa 40,1 Milliarden US-Dollar. Damit belegt Francois Pinault Platz 28 auf der Forbes-Liste der reichsten Menschen der Welt.